# Magdeburg Challenger 1998
Il Magdeburg Challenger 1998 è stato un torneo di tennis facente parte della categoria ATP Challenger Series nell'ambito dell'ATP Challenger Series 1998. Il torneo si è giocato a Magdeburgo in Germania dal 2 all'8 marzo 1998 su campi in sintetico indoor.

## Vincitori

### Singolare
Lars Burgsmüller ha battuto in finale  Andrei Pavel con il punteggio di 6–4, 6–3

### Doppio
Eyal Erlich /  Mosè Navarra hanno battuto in finale  Marcos Ondruska /  Chris Wilkinson con il punteggio di 4–6, 6–1, 6–4